# Cookin' with the Miles Davis Quintet
Cookin' with the Miles Davis Quintet è un album di Miles Davis pubblicato nel 1957 dalla Prestige Records (Prestige 7094).

## Descrizione
Si tratta del primo di quattro album frutto delle due sedute di registrazione effettuate da Miles Davis con il suo storico quintetto l'11 maggio e il 26 ottobre del 1956 per onorare la conclusione del contratto che lo legava alla Prestige Records.
Nelle due sedute, Davis fece suonare il suo gruppo per un'ora e mezza di seguito praticamente senza interruzioni e senza rifacimenti, come fosse una serata in un club. In alcune edizioni è possibile in realtà ascoltare alcune "false partenze" e i dialoghi tra i musicisti e il produttore Bob Weinstock.
Dalle stesse sedute furono tratti altri tre album pubblicati a distanza di molti mesi l'uno dall'altro: Relaxin', Workin' e Steamin' with the Miles Davis Quintet.

## Tracce
1. My Funny Valentine – 5:58 (R. Rodgers, L. Hart)
2. Blues By Five[3] – 9:55 (Red Garland)
3. Airegin – 4:24 (Sonny Rollins)
4. Tune Up[4] – 5:41 (Miles Davis)
5. When Lights Are Low[4][5] – 7:27 (B. Carter, C. Williams)

Tutte le tracce sono state registrate nella sessione del 26 ottobre 1956.

## Formazione
- Miles Davis - tromba
- John Coltrane - sax tenore
- Red Garland - pianoforte
- Paul Chambers - contrabbasso
- Philly Joe Jones - batteria